# میلز (نبراسکا)
میلز (به انگلیسی: Mills) یک منطقهٔ مسکونی در ایالات متحده آمریکا است که در Keya Paha County واقع شده‌است. میلز ۵۸۴٫۹۲ متر بالاتر از سطح دریا واقع شده‌است.